# Andrew Abbott
Andrew Delano Abbott (nascido em novembro de 1948) é um sociólogo e teórico social americano que trabalha na Universidade de Chicago. Seus tópicos de pesquisa variam de ocupações e profissões à filosofia dos métodos, à história das disciplinas acadêmicas e à sociologia do conhecimento. Foi editor do American Journal of Sociology de 2000 a 2016.
Educação e carreira
Abbott frequentou a Phillips Academy em Andover e formou-se em história e literatura na Harvard University. Durante o estudo (1967-1971), ele também trabalhou como assistente de pesquisa para Roger Revelle no Centro de Estudos Populacionais da Universidade de Harvard.
De 1971 a 1982, ele foi aluno de graduação no Departamento de Sociologia da Universidade de Chicago. Ele defendeu sua dissertação em 1982, escrita sob a supervisão de Morris Janowitz. A dissertação, nunca publicada, foi um estudo sobre o surgimento da psiquiatria como profissão.
Durante 1973-1978 trabalhou no Departamento de Pesquisa e Avaliação do Hospital Estadual de Manteno.
De 1978 a 1991, ele fez parte do corpo docente da Rutgers University e se tornou um instrutor de professor associado em 1986. Ele então retornou à University of Chicago, trabalhou como professor do Departamento de Sociologia e da faculdade de 1991 a 1997, então tornou-se Professor Ralph Lewis em 1997, continuando até 2000.
Abbott foi mestre da Divisão de Ciências Sociais (1993-1996) e presidente do Departamento de Sociologia (1999-2002). Até recentemente, ele também era o presidente do conselho da biblioteca da Universidade, onde liderou o desenvolvimento da Biblioteca Joe e Rika Mansueto, uma estrutura inovadora que visa tornar a quantidade cada vez maior de material impresso mais facilmente acessível aos pesquisadores.
Abbott editou Work and Occupations de 1991 a 1994. Posteriormente, ele foi o editor de uma das duas principais revistas de Sociologia dos EUA, o American Journal of Sociology, de 2000 a 2016.
Abbott tornou-se o Professor de Serviço Distinto de Sociologia Gustavus F. e Ann M. Swift em 2001. 